# Gymnoclytia
Gymnoclytia – rodzaj muchówek z rodziny rączycowatych (Tachinidae).

## Wybrane gatunki
- G. dubia (West, 1925)[1]
- G. immaculata (Macquart, 1844)[1]
- G. minuta Brooks, 1946[1]
- G. occidentalis Townsend, 1908[1]
- G. occidua (Walker, 1849)[1]
- G. unicolor (Brooks, 1946)[1]